# Ein Dor

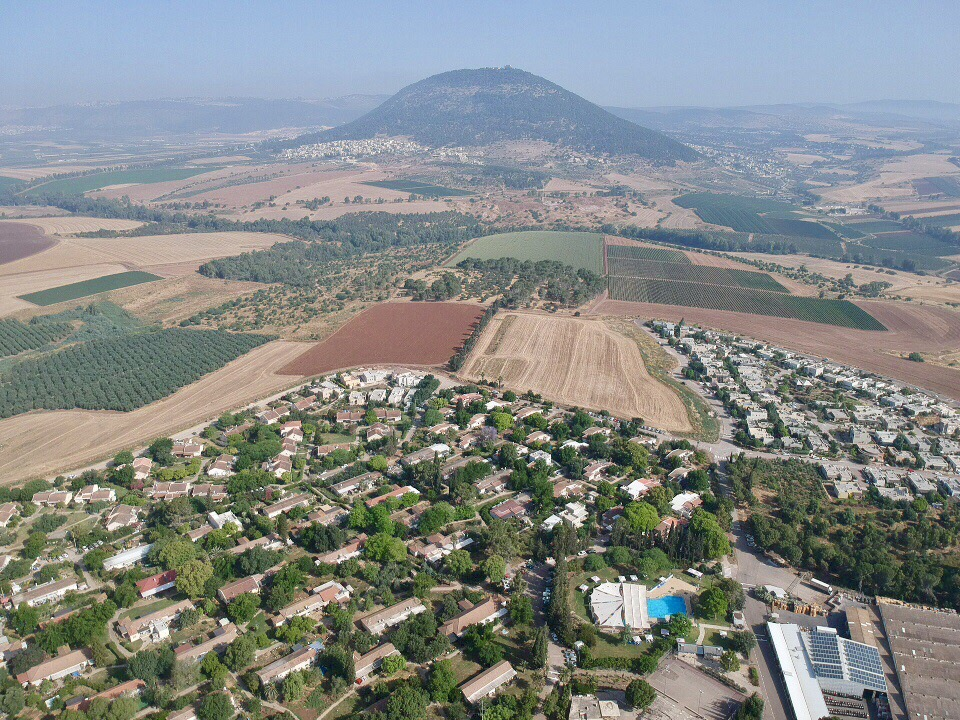
Vue aérienne du kibboutz Ein Dor

Ein Dor (en hébreu : עין דור ; lit. « Source de génération ») est un kibboutz dans le nord d'Israël. Situé en Basse Galilée, il relève de la compétence du Conseil régional de la vallée de Jezreel . En 2019 il comptait une population de 1 031 habitants. Ein Dor est le premier kibboutz fondé en Israël après la déclaration d'indépendance.

## Histoire
Le kibboutz est fondé en mai 1948 par des membres du mouvement de jeunesse Hashomer Hatzair. Son nom fait référence au village d'Endor, mentionné dans la Bible. Parmi les fondateurs figurent de jeunes sionistes de Hongrie, du Canada, des États-Unis et d'Afrique du Sud.
En 2003, les membres du kibboutz votent sa privatisation après le départ de nombreux habitant de deuxième et troisième générations pour la ville. Cette décision marque l'éloignement avec l'approche idéologique à l'origine du kibboutz : principes socialistes d'égalité, de collectivisme et de l'idéal marxiste (chacun selon ses capacités, à chacun selon ses besoins). Une partie des terres du kibboutz est vendue pour permettre le développement d'un nouveau quartier, entraînant l'arrivée de 80 nouvelles familles.

## Économie
L'économie du kibbutz repose sur l'agriculture et l'usine de câbles et de fils Teldor.

## Résidents notables
- Amnon Lord
- Uzi Shalev
- Dr. Dov Frishberg